# 尤利娅·克拉耶夫斯基
尤利娅·克拉耶夫斯基（德語：Julia Krajewski，1988年10月22日—），德国女子马术运动员。她曾代表德国参加2016年和2020年夏季奥林匹克运动会马术比赛，获得一枚金牌和一枚银牌。